# Ortilia zamora
Ortilia zamora är en fjärilsart som beskrevs av Hall 1917. Ortilia zamora ingår i släktet Ortilia och familjen praktfjärilar. Inga underarter finns listade i Catalogue of Life.